# 1981 EX25
1981 EX25 är en asteroid i huvudbältet som upptäcktes den 2 mars 1981 av den amerikanska astronomen Schelte J. Bus vid Siding Spring-observatoriet.
Asteroiden har en diameter på ungefär 3 kilometer.